# Lijst van wachtposten aan de spoorlijn Aalsmeer - Haarlem
Dit is een volledige numeriek oplopende Lijst van wachtposten aan de Spoorlijn Aalsmeer - Haarlem. Een wachtpost was een huisje waarin de baanwachter woonde. Hij of zij opende en sloot de overwegbomen wanneer er een trein passeerde.
Alle huisjes werden omstreeks 1911-1915 naar een standaardontwerp door de Hollandsche Electrische-Spoorweg-Maatschappij gebouwd.
In de lijst staan ook woningen voor het personeel. Rond 1950 werden veel huisjes gesloopt omdat ze hun oude functie verloren.
Wanneer er achter de straatnaam een asterisk staat, wil dat zeggen dat de overgang niet meer bestaat. Bij een aantal huisjes staat de straatnaam aangegeven, die in de buurt van de oude overweg ligt.
| Wachtpost | Straat                             | Plaats     | Bouwjaar | Sloopjaar    | Extra informatie                                                    | Afbeelding |
| --------- | ---------------------------------- | ---------- | -------- | ------------ | ------------------------------------------------------------------- | ---------- |
| 1         | Stommeerkade                       | Aalsmeer   | 1915     | 1957         | Woning bij Station Aalsmeer                                         |            |
| 2         | Oosteinderweg                      | Aalsmeer   | 1911     | 1955         | Wachterswoning bij Halte Lijnbaan                                   |            |
| 3         | Oude Spoordijk                     | Aalsmeer   | 1911     | 1955         | Wachterswoning bij de in 1956 gesloopte spoorbrug over de Ringvaart |            |
| 4         | Aalsmeerderweg                     | Rozenburg  | 1911     | Nog aanwezig | Halte Aalsmeerderweg                                                |            |
| 5         | Aalsmeerderweg                     | Rozenburg  | 1915     | 199?         | Dubbele woning bij Halte Aalsmeerderweg                             |            |
| 6         | Rijnlanderweg (voorheen Sloterweg) | De Hoek    | 1911     | 2004         | Stopplaats Sloterweg Noord                                          |            |
| 7         | Burgemeester Pabstlaan             | Hoofddorp  | 1915     | Nog aanwezig | Woning ten noordwesten van Station Hoofddorp (Oud)                  |            |
| 8         | IJweg (oostzijde)                  | Hoofddorp  | 1915     | Nog aanwezig | Bij Stopplaats IJweg                                                |            |
| 9         | IJweg (westzijde)                  | Hoofddorp  | 1911     | 2002         | Stopplaats IJweg                                                    |            |
| 10        | Spieringweg                        | Vijfhuizen | 1915     | Nog aanwezig | Dubbele woning bij Station Vijfhuizen                               |            |
| 11        | Cruquiusdijk / Liniepad            | Vijfhuizen | 1911     | 2014         | Brugwachterswoning                                                  |            |
| 12        | Vijfhuizen                         | Haarlem    | 1915     | Nog aanwezig | Woning                                                              |            |
| 13        | Nieuweweg                          | Haarlem    | 1911     | 1938         | Stopplaats Nieuweweg                                                |            |
| 14        | Amsterdamsevaart                   | Haarlem    | 1911     | Nog aanwezig | Halte Rijksstraatweg                                                |            |